# Wim Koopman

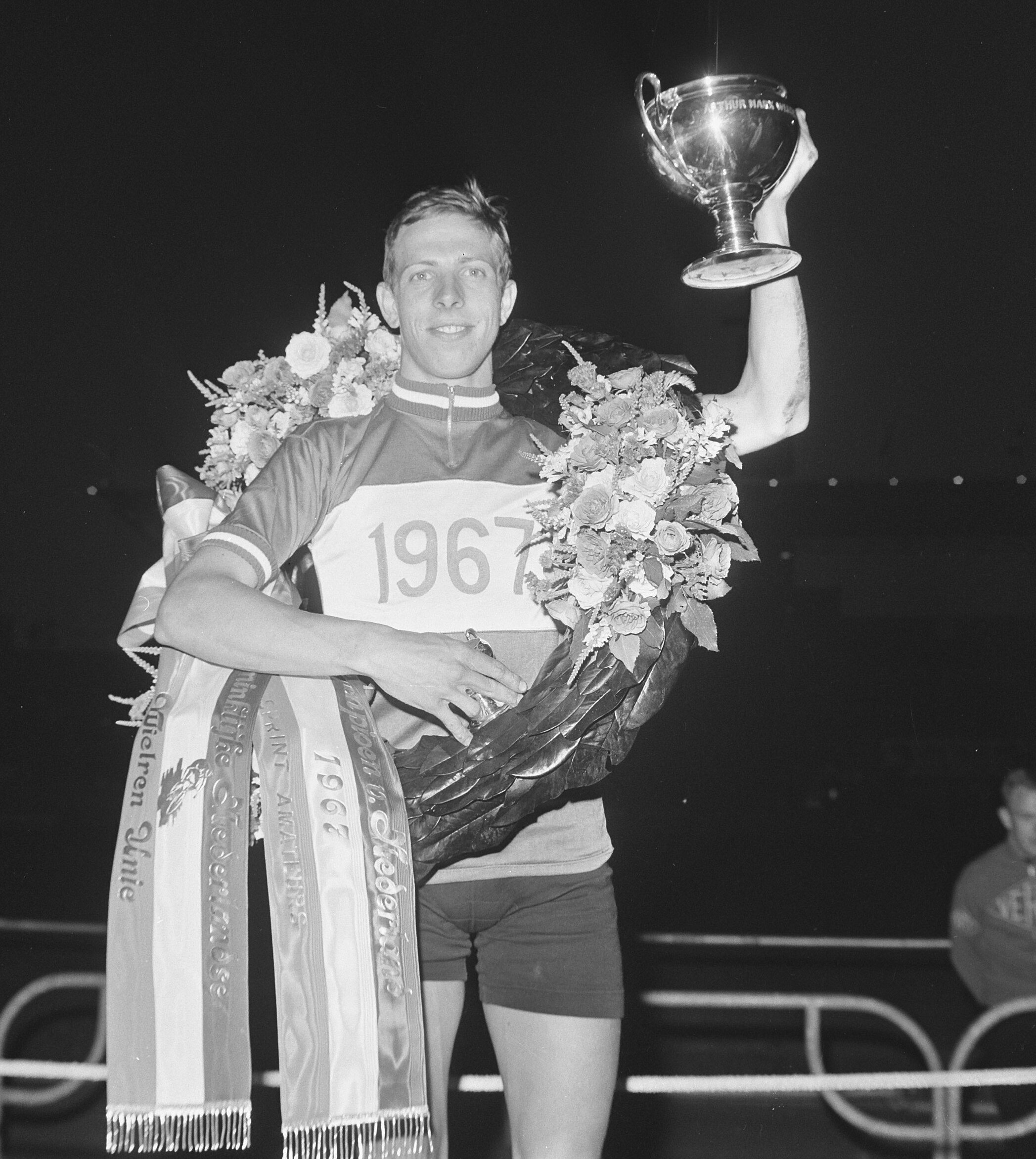
Wim Koopman bei den niederländischen Bahnradmeisterschaften 1967

Wim Koopman (* 3. Mai 1947 in Rotterdam) ist ein ehemaliger niederländischer Radrennfahrer und nationaler Meister im Radsport.

## Sportliche Laufbahn
Koopman war Bahnradsportler. Einen ersten bedeutenden internationalen Erfolg hatte Koopman 1966 mit dem Sieg in dem traditionsreichen Muratti Gold Cup auf der Radrennbahn von Manchester. 1969 gewann er die nationale Meisterschaft im Tandemrennen mit Peter van Doorn als Partner. Im Finale schlugen beide das Tandem mit Jan Jansen und Leijn Loevesijn. 1968 hatte er im Tandemrennen bei den Meisterschaften die Silbermedaille gewonnen, 1970 holte er erneut Silber. Vize-Meister wurde er auch 1968 hinter Lovesijn im 1000-Meter-Zeitfahren.